# Edificio de la Bolsa de Valores de Lima
El edificio de la Bolsa de Valores de Lima es un inmueble situado en la esquina de las calles jirón Carabaya y calle Santa Rosa, en el distrito de Lima, en el Centro histórico de la ciudad de Lima, Perú. El edificio fue inaugurado en 1950 y fue sede de la Bolsa de Valores de Lima desde 1997. hasta 2022 que fue adquirido por el Ministerio de Relaciones Exteriores
El edificio ocupa una superficie de 4,505 metros cuadrados, distribuidos en siete plantas y dos sótanos.